# Монтусе
Монтусе́ (фр. Montoussé, окс. Montossèr) — коммуна во Франции, находится в регионе Юг — Пиренеи. Департамент — Верхние Пиренеи. Входит в состав кантона Барт-де-Нест. Округ коммуны — Баньер-де-Бигор.
Код INSEE коммуны — 65322.

## География

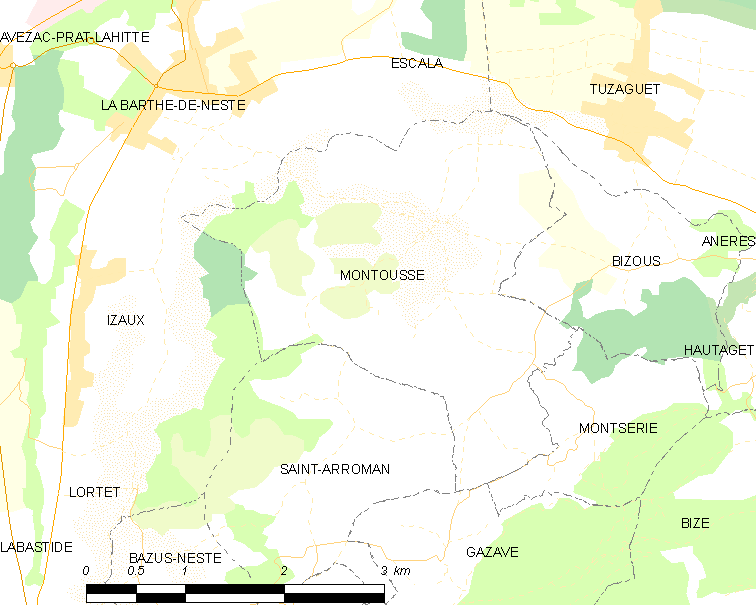
Карта коммуны

Коммуна расположена приблизительно в 660 км к югу от Парижа, в 105 км юго-западнее Тулузы, в 34 км к юго-востоку от Тарба.
На севере коммуны протекает река Нест.

## Климат
Климат умеренно-океанический с солнечной тёплой погодой и обильными осадками на протяжении практически всего года.

## Население
Население коммуны на 2010 год составляло 233 человека.
| 1962 | 1968 | 1975 | 1982 | 1990 | 1999 | 2010 |
| ---- | ---- | ---- | ---- | ---- | ---- | ---- |
| 277  | 254  | 233  | 230  | 247  | 233  | 233  |

## Администрация
| Период | Период | Фамилия       | Партия | Примечания |
| ------ | ------ | ------------- | ------ | ---------- |
| 2008   | 2011   | Альбер Пен    |        |            |
| 2011   | 2020   | Кристиан Роже |        |            |

## Экономика
В 2010 году среди 152 человек трудоспособного возраста (15-64 лет) 117 были экономически активными, 35 — неактивными (показатель активности — 77,0 %, в 1999 году было 65,1 %). Из 117 активных жителей работали 112 человек (64 мужчины и 48 женщин), безработных было 5 (1 мужчина и 4 женщины). Среди 35 неактивных 6 человек были учениками или студентами, 21 — пенсионерами, 8 были неактивными по другим причинам.

## Достопримечательности
- Часовня Нотр-Дам-де-Нуйан
- Руины замка Монтусе. Замок был собственностью королей Франции с XIII века до 1789 года